# Фрасин Деал (Дамбовица)
Фрасин Деал (рум. Frasin Deal) насеље је у Румунији у округу Дамбовица у општини Кобија де Сус. Oпштина се налази на надморској висини од 302 m.

## Становништво
Према подацима из 2002. године у насељу је живело 515 становника, од којих су сви румунске националности.